# Foxella
Foxella är ett släkte av loppor. Foxella ingår i familjen fågelloppor.
Kladogram enligt Catalogue of Life:
| Foxella | \| \| Foxella hoogstraali \| \| \| \| \| \| Foxella ignota \| \| \| \| \| \| Foxella macgregori \| \| \| \| \| \| Foxella mexicana \| \| \| \| |
|         | \| \| Foxella hoogstraali \| \| \| \| \| \| Foxella ignota \| \| \| \| \| \| Foxella macgregori \| \| \| \| \| \| Foxella mexicana \| \| \| \| |
|         | Foxella hoogstraali |
|         | |
|         | Foxella ignota |
|         | |
|         | Foxella macgregori |
|         | |
|         | Foxella mexicana |
|         | |